# The Mediator Between Head and Hands Must Be the Heart
The Mediator Between Head and Hands Must Be the Heart – trzynasty album studyjny brazylijskiego zespołu muzycznego Sepultura. Wydawnictwo ukazało się 25 października 2013 roku nakładem wytwórni muzycznej Nuclear Blast. W dniu premiery płyta została udostępniona bezpłatnie w formie digital stream na platformie SoundCloud.
Nagrania zostały zarejestrowane w domowym studiu nagraniowym producenta muzycznego Rossa Robinsona w Venice w Stanach Zjednoczonych w czerwcu 2013 roku. Miksowanie odbyło się w Omen Room Studios w Anaheim (Stany Zjednoczone). Natomiast mastering został wykonany w West West Side Studios w New Windsor (Stany Zjednoczone). Gościnnie w nagraniach wziął udział m.in. perkusista Dave Lombardo, znany z występów w zespole Slayer. 
Album dotarł do 50. miejsca listy Billboard Independent Albums w Stanach Zjednoczonych sprzedając się w nakładzie 1,8 tys. egzemplarzy w przeciągu tygodnia od dnia premiery. Płyta trafiła ponadto na listy przebojów we Francji, Niemczech oraz Szwajcarii. Materiał był promowany teledyskami do utworów „The Vatican” i „Da Lama ao Caos”, które wyreżyserował Rafael Kent. 

## Lista utworów
Opracowano na podstawie materiału źródłowego. 
| Nr  | Tytuł utworu                                          | Długość |
| --- | ----------------------------------------------------- | ------- |
| 1.  | „Trauma of War”                                       | 03:46   |
| 2.  | „The Vatican”                                         | 06:33   |
| 3.  | „Impending Doom”                                      | 04:16   |
| 4.  | „Manipulation of Tragedy”                             | 04:17   |
| 5.  | „Tsunami”                                             | 05:11   |
| 6.  | „The Bliss of Ignorants”                              | 04:51   |
| 7.  | „Grief”                                               | 05:35   |
| 8.  | „The Age of the Atheist”                              | 04:19   |
| 9.  | „Obsessed” (gościnnie: Dave Lombardo)                 | 03:54   |
| 10. | „Da Lama ao Caos” (cover Chico Science & Nação Zumbi) | 25:03   |
|     |                                                       | 1:07:45 |

| Bonus DVD | Bonus DVD                                                             | Bonus DVD |
| Nr        | Tytuł utworu                                                          | Długość   |
| --------- | --------------------------------------------------------------------- | --------- |
| 1.        | „The Making of The Mediator Between Head and Hands Must Be the Heart” | 30:00     |
|           |                                                                       | 30:00     |

## Twórcy
Opracowano na podstawie materiału źródłowego.
| Zespół Sepultura w składzie - Derrick Green – wokal prowadzący - Andreas Kisser – gitara, wokal wspierający - Paulo Jr. – gitara basowa - Eloy Casagrande – perkusja | Dodatkowi muzycy - Dave Lombardo – perkusja - Fredo Ortiz – instrumenty perkusyjne - Renato Zanuto – instrumenty klawiszowe - Jaque Humara – głos | Inni - Melissa Castro – zdjęcia - Alexandre Wagner, Rob Kimura – oprawa graficzna - Steve Evetts – miksowanie - Alan Douches – mastering - Ross Robinson – produkcja muzyczna |

## Notowania
| Lista                        | Kraj              | Pozycja |
| ---------------------------- | ----------------- | ------- |
| Ultratop                     | Belgia (Flandria) | 151     |
| Ultratop                     | Belgia (Walonia)  | 112     |
| SNEP                         | Francja           | 153     |
| Media Control Charts         | Niemcy            | 76      |
| Billboard Hard Rock Albums   | Stany Zjednoczone | 25      |
| Billboard Independent Albums | Stany Zjednoczone | 50      |
| Schweizer Hitparade          | Szwajcaria        | 96      |